# Askinskij rajon
L'Askinskij rajon (in russo Аскинский район?) è un municipal'nyj rajon della Repubblica della Baschiria, nella Russia europea.